# Liste des unités urbaines de la Charente-Maritime
La Liste des unités urbaines de la Charente-Maritime est un fichier des unités urbaines du département de la Charente-Maritime dont la mise à jour est effectuée par l'INSEE lors de la révision du périmètre des unités urbaines en France.
Ces révisions des zonages urbains ont régulièrement lieu après chaque période décennale de  recensement de population. Concernant ces listes, celles-ci sont établies en 1975, 1982, 1990, 1999, 2010 et 2020.

## Liste des 41 unités urbaines selon la délimitation de 2020 (recensement de 2021)
Ce tableau comprend les 41 unités urbaines de la Charente-Maritime au recensement de 2021, dans leurs nouvelles délimitations définies par l'Insee en 2020. Il se substitue aux tableaux précédents dont les données sont devenues obsolètes, sinon que celles-ci n'ont plus qu'un aspect historique.
Liste des unités urbaines de Charente-Maritime en 2021 (Population municipale)
| Rang | Nom de l'unité urbaine   | Unité urbaine | Nombre de communes | Ville-centre ou ville isolée | Superficie | Densité de population |
| ---- | ------------------------ | ------------- | ------------------ | ---------------------------- | ---------- | --------------------- |
| 1    | La Rochelle              | 138 236       | 11                 | 78 535                       | 129,4 km2  | 1 068 hab/km2         |
| 2    | Royan                    | 40 122        | 7                  | 19 029                       | 107,1 km2  | 374 hab/km²           |
| 3    | Rochefort                | 38 009        | 5                  | 23 092                       | 99 km2     | 385 hab/km²           |
| 4    | Saintes                  | 30 064        | 4                  | 25 518                       | 80,6 km2   | 373 hab/km²           |
| 5    | La Tremblade             | 12 560        | 4                  | 4 436                        | 116,9 km2  | 107 hab/km²           |
| 6    | Marennes-Hiers-Brouage   | 9 716         | 2                  | 6 175                        | 63,8 km2   | 152 hab/km²           |
| 7    | Saint-Jean-d'Angély      | 7 940         | 3                  | 6 705                        | 33,1 km2   | 240 hab/km²           |
| 8    | Saujon                   | 7 183         | 1                  | 7 183                        | 18,1 km2   | 398 hab/km²           |
| 9    | Surgères                 | 6 825         | 1                  | 6 825                        | 28,7 km2   | 238 hab/km²           |
| 10   | Saint-Pierre-d'Oléron    | 6 627         | 1                  | 6 627                        | 40,6 km2   | 163 hab/km²           |
| 11   | Jonzac                   | 5 396         | 3                  | 3 550                        | 33,9 km2   | 159 hab/km²           |
| 12   | Saint-Xandre             | 5 384         | 1                  | 5 384                        | 13,3 km2   | 405 hab/km²           |
| 13   | La Flotte                | 5 280         | 2                  | 3 017                        | 17 km2     | 311 hab/km²           |
| 14   | Sainte-Soulle            | 4 961         | 1                  | 4 961                        | 21,8 km2   | 227 hab/km²           |
| 15   | Marans                   | 4 500         | 1                  | 4 500                        | 82,5 km2   | 55 hab/km²            |
| 16   | Aigrefeuille-d'Aunis     | 4 479         | 1                  | 4 479                        | 16,8 km2   | 267 hab/km²           |
| 17   | Ars-en-Ré                | 4 425         | 5                  | 1 297                        | 41,8 km2   | 106 hab/km²           |
| 18   | Le Château-d'Oléron      | 4 319         | 1                  | 4 319                        | 15,7 km2   | 276 hab/km²           |
| 19   | Pons                     | 4 273         | 1                  | 4 273                        | 27,6 km2   | 155 hab/km²           |
| 20   | Fouras                   | 4 061         | 1                  | 4 061                        | 9,5 km2    | 427 hab/km²           |
| 21   | Saint-Georges-d’Oléron   | 3 948         | 1                  | 3 948                        | 46,6 km2   | 85 hab/km²            |
| 22   | Soubise                  | 3 641         | 1                  | 3 641                        | 10,9 km2   | 333 hab/km²           |
| 23   | Montendre                | 3 594         | 2                  | 3 228                        | 31,3 km2   | 115 hab/km²           |
| 24   | La Jarrie                | 3 414         | 1                  | 3 414                        | 9,5 km2    | 361 hab/km²           |
| 25   | Sainte-Marie-de-Ré       | 3 372         | 1                  | 3 372                        | 9,8 km2    | 343 hab/km²           |
| 26   | Marsilly                 | 3 194         | 1                  | 3 194                        | 11,9 km2   | 268 hab/km²           |
| 27   | Dolus-d'Oléron           | 3 155         | 1                  | 3 155                        | 29 km2     | 109 hab/km²           |
| 28   | Breuillet                | 3 060         | 1                  | 3 060                        | 20 km2     | 153 hab/km²           |
| 29   | Médis                    | 3 036         | 1                  | 3 036                        | 23,5 km2   | 129 hab/km²           |
| 30   | Port-des-Barques         | 2 971         | 2                  | 1 761                        | 26 km2     | 114 hab/km²           |
| 31   | Saint-Agnant             | 2 772         | 1                  | 2 772                        | 22,5 km2   | 123 hab/km²           |
| 32   | La Jarne                 | 2 591         | 1                  | 2 591                        | 8,4 km2    | 308 hab/km²           |
| 33   | Saint-Rogatien           | 2 408         | 1                  | 2 408                        | 5,2 km2    | 474 hab/km²           |
| 34   | Rivedoux-Plage           | 2 374         | 1                  | 2 374                        | 4,5 km2    | 525 hab/km²           |
| 35   | Villedoux                | 2 316         | 1                  | 2 316                        | 15,8 km2   | 146 hab/km²           |
| 36   | Saint-Laurent-de-la-Prée | 2 271         | 1                  | 2 271                        | 27,5 km2   | 83 hab/km²            |
| 37   | Le Bois-Plage-en-Ré      | 2 229         | 1                  | 2 229                        | 12,2 km2   | 183 hab/km²           |
| 38   | Saint-Trojan-les-Bains   | 2 203         | 2                  | 1 119                        | 23,6 km2   | 94 hab/km²            |
| 39   | Matha                    | 2 190         | 1                  | 2 190                        | 19,1 km2   | 115 hab/km²           |
| 40   | Esnandes                 | 2 103         | 1                  | 2 103                        | 7,5 km2    | 282 hab/km²           |
| 41   | Saint-Denis-d’Oléron     | 2 003         | 1                  | 1 315                        | 19 km2     | 105 hab/km²           |

Les 41 unités urbaines nouvellement définies en 2020 rassemblent en tout 81 communes urbaines en Charente-Maritime soit 1 commune sur 6 est classée urbaine par l’INSEE dans ce département. Dans la précédente délimitation de 2010, 68 communes étaient catégorisées urbaines.
Dans ces nouvelles délimitations, dix nouvelles unités urbaines sont ajoutées par rapport à la liste établie en 2010 par l'Insee. Il s'agit par ordre décroissant de population en 2021 des unités urbaines de Sainte-Soulle, Saint-Georges-d’Oléron, Soubise, Dolus-d'Oléron, Médis, Saint-Rogatien, Villedoux, Saint-Laurent-de-la-Prée, Esnandes et Saint-Denis-d’Oléron.
Dans cette révision des périmètres urbains en 2020, la commune de Saint-Aigulin n'en fait plus partie.
La croissance de l'urbanisation en Charente-Maritime qui s'était accélérée entre 1999 et 2007 où le taux de population urbaine était passé de 55,2 % en 1999 à 58,1 % en 2007 n'a pas faibli. Ainsi, entre 2007 et 2021, le taux urbain est passé à 61 %.
L'ensemble des 81 communes urbaines, réparties en 41 unités urbaines, rassemble 403 205 habitants en 2021.
Le département compte 13 unités urbaines de plus de 5 000 habitants, soit 1 de plus par rapport au zonage de 2010, mais leur proportion dans la population départementale s’est tassée passant de 47,7 % en 2007 à 47,4 % en 2021. Ce tassement est du notamment au déclin de certaines agglomérations comme Rochefort et Saint-Jean-d'Angély qui ont perdu beaucoup d'habitants entre 2007 et 2021 tandis que d'autres agglomérations enregistrent une stagnation urbaine comme Saintes et Jonzac, sinon un net fléchissement de leur croissance urbaine comme  Marennes et Saujon.
Seules les deux premières agglomérations du département représentées par La Rochelle et Royan sont les locomotives urbaines de la Charente-Maritime. Les villes dans leur périphérie progressent très fortement comme Surgères, Saint-Xandre qui a franchi les 5 000 habitants, Sainte-Soulle, Aigrefeuille-d'Aunis, La Jarrie et Marsilly. Aux portes de l’agglomération de Royan, Breuillet et Médis ont enregistré des croissances remarquables, même La Tremblade participe à cette urbanisation dynamique imputable à l’effet littoral.
Cependant l’attrait du littoral a montré ses limites. Ainsi certaines villes comme celles qui sont dans les îles d’Oléron et de Ré ont presque toutes cessé de croitre à l’exception notable de Saint-Georges-d’Oléron et Le Château-d'Oléron.

## Liste des 32 unités urbaines de 2010 (recensement de 2007)
Ce tableau comprend les 32 unités urbaines de la Charente-Maritime au recensement de 2007, dans leurs nouvelles délimitations définies par l'Insee en 2010.
Liste des unités urbaines de Charente-Maritime en 2007 (Population municipale)
| Rang | Nom de l'unité urbaine | Unité urbaine | Nombre de communes | Ville-centre ou ville isolée | Superficie | Densité de population |
| ---- | ---------------------- | ------------- | ------------------ | ---------------------------- | ---------- | --------------------- |
| 1    | La Rochelle            | 127 023       | 10                 | 76 848                       | 125 km2    | 1 015 hab/km2         |
| 2    | Rochefort              | 39 161        | 5                  | 25 999                       | 99 km2     | 396 hab/km²           |
| 3    | Royan                  | 34 918        | 6                  | 18 424                       | 86 km2     | 404 hab/km²           |
| 4    | Saintes                | 30 086        | 3                  | 26 401                       | 70 km2     | 429 hab/km²           |
| 5    | La Tremblade           | 11 023        | 4                  | 4 474                        | 117 km2    | 94 hab/km²            |
| 6    | Saint-Jean-d'Angély    | 8 689         | 3                  | 7 463                        | 33 km2     | 263 hab/km²           |
| 7    | Marennes               | 8 626         | 2                  | 5 315                        | 32 km2     | 266 hab/km²           |
| 8    | Saujon                 | 6 404         | 1                  | 6 404                        | 18 km2     | 353 hab/km²           |
| 9    | Saint-Pierre-d'Oléron  | 6 204         | 1                  | 6 204                        | 41 km2     | 153 hab/km²           |
| 10   | Surgères               | 6 188         | 1                  | 6 188                        | 29 km2     | 216 hab/km²           |
| 11   | La Flotte              | 5 511         | 2                  | 2 923                        | 17 km2     | 324 hab/km²           |
| 12   | Jonzac                 | 5 183         | 3                  | 3 511                        | 34 km2     | 153 hab/km²           |
| 13   | Marans                 | 4 655         | 1                  | 4 655                        | 82 km2     | 56 hab/km²            |
| 14   | Ars-en-Ré              | 4 640         | 5                  | 1 315                        | 42 km2     | 111 hab/km²           |
| 15   | Saint-Xandre           | 4 519         | 1                  | 4 519                        | 13 km2     | 340 hab/km²           |
| 16   | Pons                   | 4 442         | 1                  | 4 442                        | 28 km2     | 161 hab/km²           |
| 17   | Fouras                 | 4 056         | 1                  | 4 056                        | 10 km2     | 426 hab/km²           |
| 18   | Le Château-d'Oléron    | 3 949         | 1                  | 3 949                        | 16 km2     | 252 hab/km²           |
| 19   | Aigrefeuille-d'Aunis   | 3 577         | 1                  | 3 577                        | 17 km2     | 213 hab/km²           |
| 20   | Montendre              | 3 473         | 2                  | 3 146                        | 31 km2     | 111 hab/km²           |
| 21   | Sainte-Marie-de-Ré     | 3 082         | 1                  | 3 082                        | 10 km2     | 313 hab/km²           |
| 22   | Port-des-Barques       | 2 863         | 2                  | 1 851                        | 26 km2     | 110 hab/km²           |
| 23   | La Jarrie              | 2 798         | 1                  | 2 798                        | 9 km2      | 296 hab/km²           |
| 24   | Breuillet              | 2 539         | 1                  | 2 539                        | 20 km2     | 127 hab/km²           |
| 25   | Marsilly               | 2 471         | 1                  | 2 471                        | 12 km2     | 207 hab/km²           |
| 26   | Saint-Trojan-les-Bains | 2 465         | 2                  | 1 477                        | 24 km2     | 105 hab/km²           |
| 27   | Saint-Agnant           | 2 329         | 1                  | 2 329                        | 22 km2     | 104 hab/km²           |
| 28   | Le Bois-Plage-en-Ré    | 2 303         | 1                  | 2 303                        | 12 km2     | 189 hab/km²           |
| 29   | Rivedoux-Plage         | 2 260         | 1                  | 2 260                        | 5 km2      | 500 hab/km²           |
| 30   | La Jarne               | 2 211         | 1                  | 2 211                        | 8 km2      | 263 hab/km²           |
| 31   | Matha                  | 2 135         | 1                  | 2 135                        | 19 km2     | 112 hab/km²           |
| 32   | Saint-Aigulin          | 1 935         | 1                  | 1 935                        | 28 km2     | 68 hab/km²            |

À cette liste des 31 unités urbaines telles qu'elles sont définies par l'Insee dans la nouvelle délimitation de 2010, il faut y ajouter la commune urbaine de Saint-Aigulin - 1 935 habitants en 2007 - classifiée comme commune de banlieue de l'unité urbaine de La Roche-Chalais - Saint-Aigulin, située à cheval sur les départements de la Dordogne et de la Charente-Maritime.
Les 32 unités urbaines nouvellement définies en 2010 rassemblent en tout 68 communes urbaines en Charente-Maritime.
Dans cette nouvelle délimitation, huit nouvelles unités urbaines sont ajoutées par rapport à la liste établie en 1999 par l'Insee. Il s'agit par ordre décroissant de population de Ars-en-Ré, Port-des-Barques, Breuillet, Saint-Trojan-les-Bains, Saint-Agnant, Rivedoux-Plage, La Jarne et Matha.
Concernant l'unité urbaine de Matha, cette dernière a retrouvé son statut de commune urbaine en 2010 qu'elle avait perdu en 1999 en raison d'une forte baisse démographique entre 1990 et 1999. Cette situation s'applique maintenant à L'Houmeau qui a perdu son statut de commune urbaine en 2010.
Le littoral charentais est plus que jamais touché par l'urbanisation. Entre 1999 et 2007, quatre nouvelles unités urbaines ont été créées (Port-des-Barques sur la rive gauche de l'embouchure de la Charente, Saint-Trojan-les-Bains dans l'île d'Oléron, Ars-en-Ré et Rivedoux-Plage dans l'île de Ré).
La croissance de l'urbanisation en Charente-Maritime s'est accentuée entre 1999 et 2007 et le taux de population urbaine est passé de 55,2 % en 1999 à 58,1 % en 2007.
L'ensemble des 68 communes urbaines (y compris Saint-Aigulin), réparties en 31 unités urbaines, rassemble 351 728 habitants en 2007.
Le département compte toujours 12 unités urbaines de plus de 5 000 habitants mais leur proportion dans la population départementale a continué de croître, passant de 47,2 % en 1999 à 47,7 % en 2007. Une partie de cette croissance est due également au fait qu'un grand nombre d'entre elles se sont accrues par ajout de nouvelles communes urbaines; La Rochelle et Saint-Jean-d'Angély en gagnent 2 chacune, tandis que Rochefort, Royan, Saintes et La Tremblade en incorporent une chacune.

## Liste des 26 unités urbaines de 1999 (recensement de 1999)
Ce tableau comprend les 26 unités urbaines de la Charente-Maritime au recensement de 1999, dans leurs délimitations définies par l'Insee en 1999.
Liste des unités urbaines de Charente-Maritime en 1999 (Population sans doubles-comptes)
| Rang | Nom de l'unité urbaine | Ville-centre ou ville isolée | Nombre de communes | Unité urbaine | Superficie | Densité de population |
| ---- | ---------------------- | ---------------------------- | ------------------ | ------------- | ---------- | --------------------- |
| 1    | La Rochelle            | 76 584                       | 8                  | 116 157       | 93 km2     | 1 252 hab/km²         |
| 2    | Rochefort              | 25 797                       | 4                  | 36 000        | 77 km2     | 470 hab/km²           |
| 3    | Royan                  | 17 102                       | 5                  | 31 161        | 68 km2     | 462 hab/km²           |
| 4    | Saintes                | 25 595                       | 2                  | 26 836        | 59 km2     | 459 hab/km²           |
| 5    | La Tremblade           | 4 667                        | 3                  | 9 141         | 107 km2    | 86 hab/km²            |
| 6    | Saint-Jean-d'Angély    | 7 681                        | 1                  | 7 681         | 19 km2     | 409 hab/km²           |
| 7    | Marennes               | 4 685                        | 2                  | 7 636         | 32 km2     | 235 hab/km²           |
| 8    | Surgères               | 6 051                        | 1                  | 6 051         | 29 km2     | 211 hab/km²           |
| 9    | Saint-Pierre-d'Oléron  | 5 944                        | 1                  | 5 944         | 41 km2     | 147 hab/km²           |
| 10   | Saujon                 | 5 392                        | 1                  | 5 392         | 18 km2     | 298 hab/km²           |
| 11   | La Flotte              | 2 737                        | 2                  | 5 374         | 17 km2     | 316 hab/km²           |
| 12   | Jonzac                 | 3 817                        | 3                  | 5 320         | 34 km2     | 157 hab/km²           |
| 13   | Pons                   | 4 427                        | 1                  | 4 427         | 28 km2     | 160 hab/km²           |
| 14   | Marans                 | 4 375                        | 1                  | 4 375         | 82 km2     | 53 hab/km²            |
| 15   | Dompierre-sur-Mer      | 4 305                        | 1                  | 4 305         | 18 km2     | 235 hab/km²           |
| 16   | Saint-Xandre           | 4 121                        | 1                  | 4 121         | 13 km2     | 310 hab/km²           |
| 17   | Fouras                 | 3 835                        | 1                  | 3 835         | 10 km2     | 403 hab/km²           |
| 18   | Le Château-d'Oléron    | 3 552                        | 1                  | 3 552         | 16 km2     | 227 hab/km²           |
| 19   | Aigrefeuille-d'Aunis   | 3 151                        | 1                  | 3 151         | 17 km2     | 188 hab/km²           |
| 20   | Montendre              | 3 117                        | 1                  | 3 117         | 25 km2     | 124 hab/km²           |
| 21   | Sainte-Marie-de-Ré     | 2 655                        | 1                  | 2 655         | 10 km2     | 270 hab/km²           |
| 22   | La Jarrie              | 2 653                        | 1                  | 2 653         | 9 km2      | 281 hab/km²           |
| 23   | L'Houmeau              | 2 279                        | 1                  | 2 279         | 4 km2      | 540 hab/km²           |
| 24   | Le Bois-Plage-en-Ré    | 2 235                        | 1                  | 2 235         | 12 km2     | 183 hab/km²           |
| 25   | Marsilly               | 2 203                        | 1                  | 2 203         | 12 km2     | 185 hab/km²           |
| 26   | Saint-Aigulin          | 1 985                        | 1                  | 1 985         | 28 km2     | 70 hab/km²            |

Entre 1990 et 1999, la population de la Charente-Maritime s'est très fortement accrue, passant de 527 146 habitants à 557 024 habitants entre ces deux dates dont une part importante est due à l'accélération de l'urbanisation qui, une fois de plus, s'est intensifiée sur le littoral charentais et autour de La Rochelle.
La population urbaine a progressé plus vite que celle du département et le taux urbain de la Charente-Maritime passe à 55,2 % contre 53,2 % en 1990 et 51 % en 1975. En 1999, elle rassemble 307 586 habitants.
En 1999, 25 unités urbaines sont enregistrées, soit un gain de deux nouvelles unités urbaines par rapport à 1990, celles-ci rassemblent 47 communes urbaines, soit 1 commune sur 10 en Charente-Maritime.
Deux nouvelles unités urbaines apparaissent dans l’orbite rochelaise et appartiennent toutes deux à son aire urbaine (La Jarrie et Marsilly) tandis que Nieul-sur-Mer, qui fut une unité urbaine en 1982 et 1990, est intégrée dans l'unité urbaine de La Rochelle qui passe de 7 à 8 communes urbaines et regroupe 116 157 habitants. Les autres unités urbaines sont situées dans l'île de Ré dont Sainte-Marie-de-Ré et Le Bois-Plage-en-Ré tandis que celle de la Flotte incorpore la commune urbaine de Saint-Martin-de-Ré et franchit le cap des 5 000 habitants devenant en même temps l'unité urbaine la plus peuplée de cette île.
Une seule unité urbaine est retranchée dans cette catégorie en 1999; il s'agit de l'unité urbaine de Matha qui, accusant une très forte chute démographique entre 1990 et 1999, a été déclassée. Elle retrouvera son statut de commune urbaine en 2007.
En 1999, la Charente-Maritime compte 12 unités urbaines de plus de 5 000 habitants, soit deux de plus qu'en 1990. Celles-ci cumulent 262 639 habitants et concentrent 47,2 % de la population départementale. 32 communes urbaines leur sont rattachées. La plus importante, La Rochelle, devient la deuxième agglomération de Poitou-Charentes, se situant après Poitiers, la capitale régionale.
Dans le groupe des unités urbaines de 20 000 habitants à moins de 50 000 habitants, deux ont franchi le cap des 30 000 habitants sans pour autant avoir accru en nombre de communes (Rochefort et Royan). Seule l'unité urbaine de Saintes est en baisse démographique, et passe au 9e rang régional après Cognac.

## Liste des 24 unités urbaines de 1990
Ce tableau comprend les 24 unités urbaines de la Charente-Maritime au recensement de 1990, dans leurs délimitations définies par l'Insee en 1990.
Liste des 24 unités urbaines de Charente-Maritime en 1990 (Population sans doubles-comptes)
| Rang | Nom de l'unité urbaine | Ville-centre ou ville isolée | Nombre de communes | Unité urbaine | Superficie | Densité de population |
| ---- | ---------------------- | ---------------------------- | ------------------ | ------------- | ---------- | --------------------- |
| 1    | La Rochelle            | 71 094                       | 7                  | 100 264       | 82 km2     | 1 223 hab/km²         |
| 2    | Rochefort              | 25 561                       | 4                  | 35 598        | 77 km2     | 462 hab/km²           |
| 3    | Royan                  | 16 837                       | 5                  | 29 194        | 68 km2     | 432 hab/km²           |
| 4    | Saintes                | 25 874                       | 2                  | 27 003        | 59 km2     | 462 hab/km²           |
| 5    | La Tremblade           | 4 623                        | 3                  | 8 770         | 107 km2    | 82 hab/km²            |
| 6    | Saint-Jean-d'Angély    | 8 060                        | 1                  | 8 060         | 19 km2     | 429 hab/km²           |
| 7    | Marennes               | 4 634                        | 2                  | 7 485         | 32 km2     | 230 hab/km²           |
| 8    | Surgères               | 6 049                        | 1                  | 6 049         | 29 km2     | 211 hab/km²           |
| 9    | Saint-Pierre-d'Oléron  | 5 365                        | 1                  | 5 365         | 41 km2     | 132 hab/km²           |
| 10   | Jonzac                 | 3 998                        | 2                  | 5 164         | 31 km2     | 167 hab/km²           |
| 11   | Nieul-sur-Mer          | 4 957                        | 1                  | 4 957         | 11 km2     | 452 hab/km²           |
| 12   | Saujon                 | 4 891                        | 1                  | 4 891         | 18 km2     | 271 hab/km²           |
| 13   | Pons                   | 4 412                        | 1                  | 4 412         | 28 km2     | 160 hab/km²           |
| 14   | Marans                 | 4 170                        | 1                  | 4 170         | 82 km2     | 51 hab/km²            |
| 15   | Dompierre-sur-Mer      | 3 627                        | 1                  | 3 627         | 18 km2     | 198 hab/km²           |
| 16   | Le Château-d'Oléron    | 3 544                        | 1                  | 3 544         | 16 km2     | 226 hab/km²           |
| 17   | Saint-Xandre           | 3 279                        | 1                  | 3 279         | 13 km2     | 252 hab/km²           |
| 18   | Fouras                 | 3 238                        | 1                  | 3 238         | 10 km2     | 340 hab/km²           |
| 19   | Montendre              | 3 140                        | 1                  | 3 140         | 25 km2     | 125 hab/km²           |
| 20   | Aigrefeuille-d'Aunis   | 2 944                        | 1                  | 2 944         | 17 km2     | 176 hab/km²           |
| 21   | L'Houmeau              | 2 486                        | 1                  | 2 486         | 4 km2      | 589 hab/km²           |
| 22   | La Flotte              | 2 452                        | 1                  | 2 452         | 12 km2     | 199 hab/km²           |
| 23   | Matha                  | 2 183                        | 1                  | 2 183         | 19 km2     | 114 hab/km²           |
| 24   | Saint-Aigulin          | 2 040                        | 1                  | 2 040         | 28 km2     | 73 hab/km²            |

En 1990, la Charente-Maritime s'est accrue modérément passant de 513 220 habitants en 1982 à 527 146 habitants en 1990. Dans cette même période, la population urbaine s'accroît légèrement plus vite que le département et trois nouvelles unités urbaines sont ajoutées, celles de Dompierre-sur-Mer et de L'Houmeau aux portes de La Rochelle et La Flotte dans l'île de Ré, et 42 communes urbaines sont répertoriées en 1990, soit 4 de plus qu'en 1982.
La Rochelle se maintient difficilement au-dessus du seuil des 100 000 habitants avec 100 264 habitants en 1990 et le nombre de communes urbaines qui constituent son agglomération n'a pas varié. Pendant la période 1982-1990, La Rochelle, comme nombre d'autres villes du département, passe par une crise économique profonde marquée par une grave désindustrialisation de ses activités, ce qui explique en grande partie la baisse démographique de la ville.
Dans la catégorie des unités urbaines de 20 000 habitants à moins de 50 000 habitants, seule l'unité urbaine de Rochefort s'accroît d'une nouvelle commune, Vergeroux, passant de 3 à 4 communes et comptant 35 598 habitants.
Une nouvelle unité urbaine franchit le cap des 5 000 habitants en 1990 avec Saint-Pierre-d'Oléron; ce qui fait que 10 unités urbaines ont plus de 5 000 habitants en Charente-Maritime et toujours plus de 2 habitants sur 5 résident dans cette catégorie d'agglomérations (44,2 % en 1990).
En 1990, 280 315 habitants vivent dans les 41 communes urbaines de la Charente-Maritime soit 53,2 % de la population départementale.

## Liste des 21 unités urbaines de 1982
Ce tableau comprend les 21 unités urbaines de la Charente-Maritime au recensement de 1982, dans leurs délimitations définies par l'Insee en 1982.
Liste des unités urbaines de Charente-Maritime en 1982 (Population sans doubles-comptes)
| Rang | Nom de l'unité urbaine | Ville-centre ou ville isolée | Nombre de communes | Unité urbaine | Superficie | Densité de population |
| ---- | ---------------------- | ---------------------------- | ------------------ | ------------- | ---------- | --------------------- |
| 1    | La Rochelle            | 75 840                       | 7                  | 102 143       | 82 km2     | 1 246 hab/km²         |
| 2    | Rochefort              | 26 167                       | 3                  | 35 122        | 71 km2     | 495 hab/km²           |
| 3    | Royan                  | 17 540                       | 5                  | 28 327        | 68 km2     | 420 hab/km²           |
| 4    | Saintes                | 25 471                       | 2                  | 26 499        | 59 km2     | 453 hab/km²           |
| 5    | Saint-Jean-d'Angély    | 8 820                        | 1                  | 8 820         | 19 km2     | 470 hab/km²           |
| 6    | La Tremblade           | 4 686                        | 3                  | 8 543         | 107 km2    | 80 hab/km²            |
| 7    | Marennes               | 4 549                        | 2                  | 7 343         | 32 km2     | 226 hab/km²           |
| 8    | Surgères               | 6 175                        | 1                  | 6 175         | 29 km2     | 215 hab/km²           |
| 9    | Jonzac                 | 4 494                        | 2                  | 5 584         | 31 km2     | 180 hab/km²           |
| 10   | Pons                   | 4 861                        | 1                  | 4 861         | 28 km2     | 174 hab/km²           |
| 11   | Saint-Pierre-d'Oléron  | 4 782                        | 1                  | 4 782         | 41 km2     | 118 hab/km²           |
| 12   | Saujon                 | 4 777                        | 1                  | 4 777         | 18 km2     | 265 hab/km²           |
| 13   | Marans                 | 4 289                        | 1                  | 4 289         | 82 km2     | 52 hab/km²            |
| 14   | Nieul-sur-Mer          | 4 957                        | 1                  | 4 957         | 11 km2     | 452 hab/km²           |
| 15   | Le Château-d'Oléron    | 3 411                        | 1                  | 3 411         | 16 km2     | 218 hab/km²           |
| 16   | Montendre              | 3 330                        | 1                  | 3 330         | 25 km2     | 133 hab/km²           |
| 17   | Fouras                 | 3 295                        | 1                  | 3 295         | 10 km2     | 346 hab/km²           |
| 18   | Saint-Xandre           | 2 987                        | 1                  | 2 987         | 13 km2     | 241 hab/km²           |
| 19   | Aigrefeuille-d'Aunis   | 2 843                        | 1                  | 2 843         | 17 km2     | 170 hab/km²           |
| 20   | Matha                  | 2 300                        | 1                  | 2 300         | 19 km2     | 121 hab/km²           |
| 21   | Saint-Aigulin          | 2 220                        | 1                  | 2 220         | 28 km2     | 78 hab/km²            |

En 1982, la Charente-Maritime franchit un cap historique dans son histoire démographique, celui du demi million d'habitants, atteignant alors 513 220 habitants. Cette croissance démographique est en grande partie imputable à l'essor de l'urbanisation dont le taux de population urbaine passe de 51 % à 52,9 % entre 1975 et 1982.
Le nombre de communes urbaines continue de croître régulièrement, passant de 31 communes en 1975 à 38 communes en 1982, et 20 unités urbaines sont répertoriées, soit 4 de plus qu'au recensement précédent.
La poursuite de l'urbanisation du département se confirme surtout sur le littoral et autour de La Rochelle. Cinq nouvelles unités urbaines sont créées en  1982 dont par ordre démographique Saint-Pierre-d'Oléron, Nieul-sur-Mer, Saint-Xandre, Aigrefeuille-d'Aunis et Montendre. Bourcefranc-le-Chapus qui formait une unité urbaine jusqu'en 1975 est intégrée à l'unité urbaine de Marennes et devient une commune de la banlieue de Marennes.
Quelques unités urbaines s'accroissent par l'incorporation de nouvelles communes, ce qui est le cas précisément de trois d'entre elles. La Rochelle passe de 6 à 7 communes urbaines avec Puilboreau et se maintient au-dessus des 100 000 habitants, passant à 102 143 habitants, tandis que l'unité urbaine de Marennes qui rassemble 2 communes passe au-dessus des 5 000 habitants avec 7 343 habitants ainsi que Jonzac qui, avec Saint-Germain-de-Lusignan, regroupent 5 584 habitants.
En 1982, la Charente-Maritime compte 9 unités urbaines de plus de 5 000 habitants, soit deux de plus qu'en 1975. Elles rassemblent 228 556 habitants, soit 44,5 % de la population départementale contre 43,7 % en 1975.

## Liste des 17 unités urbaines de 1975
Ce tableau comprend les 17 unités urbaines de la Charente-Maritime au recensement de 1975, dans leurs délimitations définies par l'Insee en 1975.
Liste des unités urbaines de Charente-Maritime en 1975 (Population sans les doubles-comptes)
| Rang | Nom de l'unité urbaine | Ville-centre ou ville isolée | Nombre de communes | Unité urbaine | Superficie | Densité de population |
| ---- | ---------------------- | ---------------------------- | ------------------ | ------------- | ---------- | --------------------- |
| 1    | La Rochelle            | 75 367                       | 6                  | 100 649       | 74 km2     | 1 072 hab/km²         |
| 2    | Rochefort              | 28 155                       | 3                  | 36 432        | 71 km2     | 513 hab/km²           |
| 3    | Royan                  | 18 062                       | 5                  | 27 881        | 68 km2     | 413 hab/km²           |
| 4    | Saintes                | 26 891                       | 2                  | 27 760        | 59 km2     | 474 hab/km²           |
| 5    | Saint-Jean-d'Angély    | 9 642                        | 1                  | 9 642         | 19 km2     | 507 hab/km²           |
| 6    | La Tremblade           | 5 148                        | 3                  | 8 790         | 107 km2    | 82 hab/km²            |
| 7    | Surgères               | 6 178                        | 1                  | 6 178         | 29 km2     | 215 hab/km²           |
| 8    | Pons                   | 4 878                        | 1                  | 4 878         | 28 km2     | 176 hab/km²           |
| 9    | Saujon                 | 4 426                        | 1                  | 4 426         | 18 km2     | 246 hab/km²           |
| 10   | Jonzac                 | 4 306                        | 1                  | 4 306         | 13 km2     | 329 hab/km²           |
| 11   | Marennes               | 4 214                        | 1                  | 4 214         | 20 km2     | 210 hab/km²           |
| 12   | Marans                 | 3 987                        | 1                  | 3 987         | 82 km2     | 48 hab/km²            |
| 13   | Fouras                 | 3 612                        | 1                  | 3 612         | 10 km2     | 380 hab/km²           |
| 14   | Le Château-d'Oléron    | 3 324                        | 1                  | 3 324         | 16 km2     | 212 hab/km²           |
| 15   | Bourcefranc-le-Chapus  | 2 984                        | 1                  | 2 984         | 12 km2     | 241 hab/km²           |
| 16   | Saint-Aigulin          | 2 359                        | 1                  | 2 359         | 28 km2     | 84 hab/km²            |
| 17   | Matha                  | 2 252                        | 1                  | 2 252         | 19 km2     | 119 hab/km²           |

Au recensement de 1975, la Charente-Maritime rassemble 497 859 habitants dont 253 674 habitants résident dans les 16 unités urbaines du département.
À cette date, 51 % de la population du département vit dans les 31 communes urbaines de la Charente-Maritime.
C'est au recensement précédent, celui de 1968, que la Charente-Maritime rassemblait tout juste plus de citadins que de ruraux avec un taux de population urbaine de 50,4 %. C'était la première fois de l'histoire démographique de la Charente-Maritime que les citadins devenaient plus nombreux que les ruraux et cette tendance à l'urbanisation du département, surtout sa partie littorale, s'est confirmée dans les recensements suivants.
En 1975, l'unité urbaine de La Rochelle qui rassemble 6 communes urbaines (La Rochelle, Angoulins, Aytré, Châtelaillon-Plage, Lagord et Périgny) franchit pour la première fois le seuil des 100 000 habitants, comptant 100 649 habitants. À cette date, elle est la première unité urbaine de Poitou-Charentes, devançant de très peu les unités urbaines d'Angoulême (100 528 habitants) et de Poitiers (100 235 habitants).
Les unités urbaines de Rochefort, Royan et Saintes occupent respectivement les 2e, 3e et 4e rangs dans le département et ce classement n'a pas varié depuis 1975. En 1975, elles comptent chacune plus de 20 000 habitants.
En 1975, la Charente-Maritime ne compte que 7 unités urbaines de plus de 5 000 habitants qui rassemblent 21 communes urbaines et 217 332 habitants, soit 43,7 % de la population départementale. Déjà, 2 personnes sur 5 résident dans les unités urbaines de plus de 5 000 habitants en 1975.

## Pour approfondir